# (294739) 2008 CM
(294739) 2008 CM est un astéroïde Apollon et aréocroiseur, classé comme potentiellement dangereux. Il fut découvert par CSS à Catalina le 2 février 2008.
Il est passé à proximité de la Terre le 29 décembre 2015 à environ 23 distances lunaires.